# Dimitris Giannoulis
Dimitris Giannoulis (en griego: Δημήτρης Γιαννούλης; Katerini, 17 de octubre de 1995) es un futbolista griego que juega en la demarcación de defensa para el F. C. Augsburgo de la 1. Bundesliga.

## Selección nacional
Tras jugar con la selección de fútbol sub-21 de Grecia, finalmente hizo su debut con la selección de fútbol de Grecia el 15 de mayo de 2018 en un encuentro amistoso contra Arabia Saudita, partido que finalizó con un resultado de 2-0 a favor del combinado saudita tras los goles de Salem Al-Dawsari y Mohamed Kanno.

## Clubes
| Club                                | País       | Año       | Partidos | Goles |
| ----------------------------------- | ---------- | --------- | -------- | ----- |
| Vataniakos F. C.                    | Grecia     | 2012-2014 | 34       | 3     |
| Pierikos (cedido)                   | Grecia     | 2014-2015 | 28       | 0     |
| PAE Veria (cedido)                  | Grecia     | 2015-2016 | 26       | 0     |
| PAOK F. C.                          | Grecia     | 2016-2017 | 2        | 0     |
| Anorthosis Famagusta F. C. (cedido) | Chipre     | 2017      | 9        | 0     |
| Atromitos F. C. (cedido)            | Grecia     | 2017-2018 | 53       | 0     |
| PAOK F. C.                          | Grecia     | 2018-2021 | 76       | 1     |
| Norwich City F. C.                  | Inglaterra | 2021-2024 | 103      | 0     |
| F. C. Augsburgo                     | Alemania   | 2024-     | 34       | 1     |

## Palmarés

### Campeonatos nacionales
| Título              | Club       | País   | Año  |
| ------------------- | ---------- | ------ | ---- |
| Superliga de Grecia | PAOK F. C. | Grecia | 2019 |
| Copa de Grecia      | PAOK F. C. | Grecia | 2019 |